# The Amazing Quest of Ernest Bliss
The Amazing Quest Of Ernest Bliss (ook bekend als The Amazing Adventure) is een Britse komediefilm uit 1936 met in de hoofdrol Cary Grant. De film gaat over een miljonair die bij een weddenschap beweert dat hij een jaar lang een goed leven kan leiden zonder zijn geld. Het is een literatuurverfilming van het boek van E. Phillips Oppenheim en was al eens eerder verfilmd in 1920. De film bevindt zich momenteel in het publiek domein.

## Rolverdeling
| Acteur              | Personage        |
| ------------------- | ---------------- |
| Cary Grant          | Ernest Bliss     |
| Mary Brian          | Frances Clayton  |
| Peter Gawthorne     | Sir James Alroyd |
| Henry Kendall       | Lord Honiton     |
| Leon M. Lion        | Dorrington       |
| John Turnbull       | Masters          |
| Arthur Hardy        | Crawley          |
| Iris Ashley         | Clare            |
| Garry Marsh         | koper            |
| Andreas Malandrinos | Giuseppi         |
| Alfred Wellesley    | Montague         |
| Marie Wright        | Mrs. Heath       |
| Buena Bent          | Mrs. Mott        |
| Charles Farrell     | Scales           |
| Quinton McPherson   | Clowes           |
| Hal Gordon          | Bill Bronson     |